# Apporteren

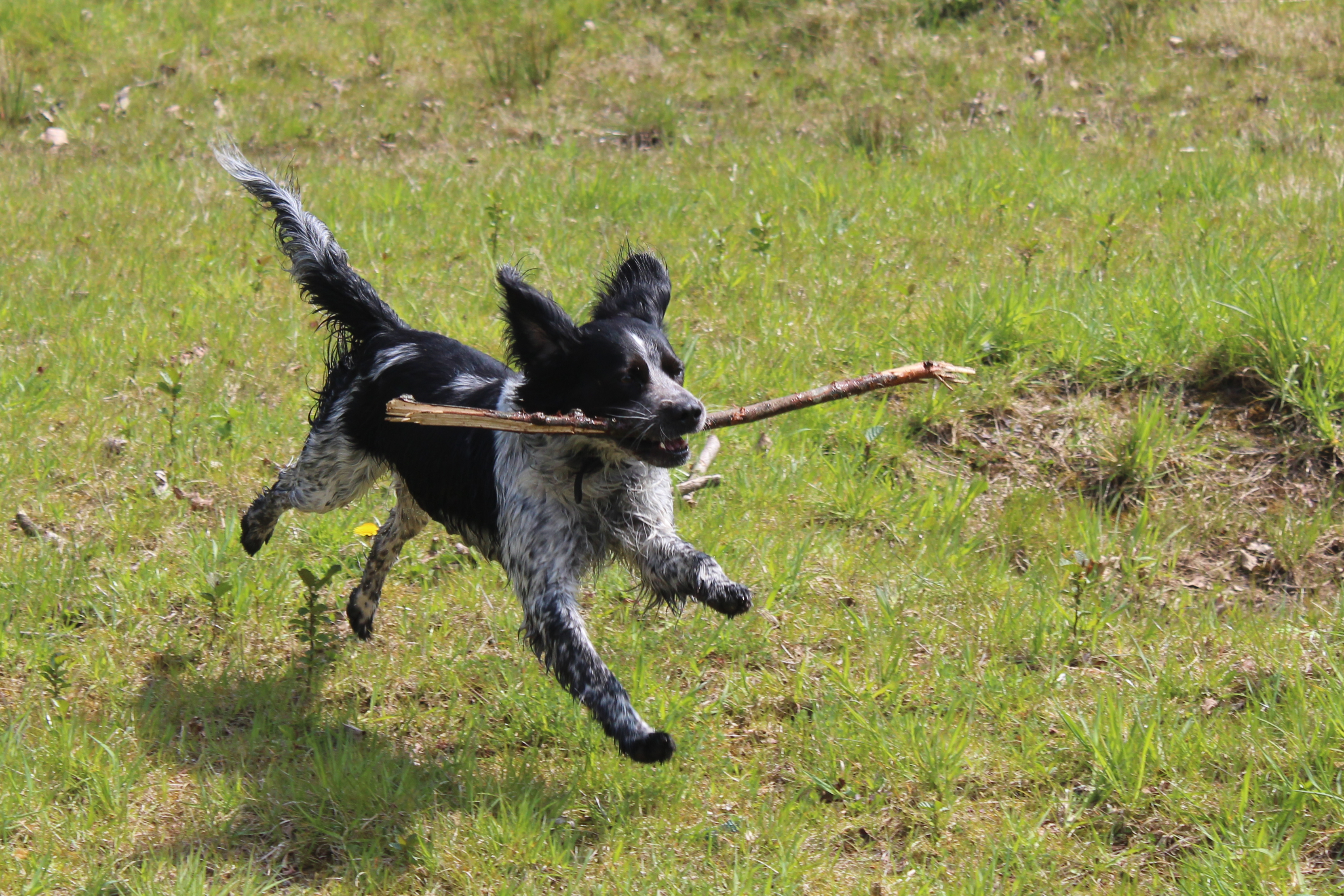
Apporterende Spaniel

Apporteren (Frans: apporter = "hier brengen") is het ophalen van wild of gevogelte door een jachthond. Op het apporteren gespecialiseerde honden worden retrievers (letterlijk "ophalers") genoemd, maar ook andere jachthonden worden geacht te apporteren. Ook als spel is deze activiteit niet ongebruikelijk, hoewel het dan meestal gaat om het terugbrengen van een stok, bal of een soortgelijk voorwerp.
Naast honden, bestaan er ook katten die speeltjes of snoepjes apporteren.